# Грант (округ, Северная Дакота)
Округ Грант (англ. Grant County) — округ в центральной части штата Северная Дакота в США. Население — 2841 человек (перепись 2000 года). Административный центр — Карсон.
Округ назван в честь Улисса Симпсона Гранта.

## География
Округ имеет общую площадь 4315 км², из которых 4297 км² приходится на сушу и 16 км² (0,39 %) — на воду.

## Демография
По данным переписи в 2000 году насчитывалось 2841 человек, 1195 домохозяйств и 800 семей, проживающих в округе. Плотность населения составляла 0,5 человек на квадратный километр. Расовый состав: 96,9 % — белое население, 1,72 % — коренные американцы, 0,35 % — азиаты, 0,35 % — прочие расы, и 0,67 % — смешанные расы. 73,7 % — населения немецкого происхождения, 7,9 % — норвежского.
Распределение населения по возрасту: 23,4 % составляют люди до 18 лет, 4,3 % — от 18 до 24 лет, 20,5 % — от 25 до 44 лет, 27,1 % — от 45 до 64 лет, и 24,7 % — в возрасте 65 лет и старше. Средний возраст составляет 46 лет. На каждые 100 женщин приходится 104,1 мужчин. На каждые 100 женщин в возрасте 18 лет и старше насчитывалось 100,3 мужчин.
Среднегодовой доход на домашнее хозяйство в городе составляет $ 24 165, а средний доход на семью составляет $ 30 625. Мужчины имеют средний доход $ 21 537, тогда как женщины $ 17 949. Доход на душу населения по округу составляет $ 14 616. Около 14,7 % семей и 20,3 % населения находятся ниже черты бедности, в том числе 27,4 % из них моложе 18 лет и 20,9 % в возрасте 65 лет и старше.

## Города
- Карсон (англ. Carson)
- Элджин (англ. Elgin)
- Лит (англ. Leith)
- Нью-Лайпсиг (англ. New Leipzig)